# Ján Riško
Ján Riško (6. února 1930 Lúky – 3. září 2001 Bratislava) byl slovenský a československý novinář, ředitel Československého rozhlasu, politik Komunistické strany Slovenska, poslanec Sněmovny lidu a Sněmovny národů Federálního shromáždění za normalizace.

## Biografie
V letech 1948–1953 vystudoval Vysokou školu politických a hospodářských věd v Praze (v roce 1975 ještě složil rigorózní zkoušky na Filozofické fakultě Univerzity Karlovy. V letech 1953–1956 působil jako redaktor listu Mladá fronta, v letech 1956–1959 Smena a v období let 1960–1967 Pravda. Potom v letech 1967–1970 zastával post zahraničního zpravodaje ČTK v Moskvě. Jeho následující postup do vrcholných postů československých sdělovacích prostředků přímo souvisel s nástupem normalizačních politiků po invazi vojsk Varšavské smlouvy do Československa. V roce 1970 byl pracovníkem sekretariátu prvního tajemníka ÚV KSČ Gustáva Husáka. Zároveň se v lednu 1970 stal ústředním ředitelem Čs. rozhlasu (funkci zastával až do roku 1989). V letech 1973–1983 byl předsedou programové komise Mezinárodní organizace pro rozhlas a televizi (OIRT). Od roku 1983 působil jako předseda Ústředního výboru Čs. svazu novinářů. V roce 1973 získal Československou novinářskou cenu a roku 1980 Řád práce.
V květnu 1969 patřil mezi signatáře prohlášení Slovo do vlastních řad, v němž se apelovalo na větší loajalitu novinářské obce vůči KSČ a novému kurzu normalizace. Po dvacet následujících let pak byl jedním z nejvlivnějších lidí v československých médiích. Z postu ředitele Československého rozhlasu odešel v červenci 1989, kdy ho vystřídal Karel Kvapil.
XVI. sjezd KSČ ho zvolil za kandidáta Ústředního výboru Komunistické strany Československa. Za člena ÚV KSČ ho zvolil XVII. sjezd KSČ.
Ve volbách roku 1971 zasedl do Sněmovny lidu (volební obvod č. 142 – Malacky, Západoslovenský kraj). Mandát obhájil ve volbách roku 1976 (obvod Stupava) a volbách roku 1981 (obvod Stupava). Ve volbách roku 1986 přešel do Sněmovny národů (obvod Zlaté Moravce). Ve FS setrval do ledna 1990, kdy rezignoval v rámci procesu kooptace do Federálního shromáždění po sametové revoluci.